# Meshomasic State Forest
Der Meshomasic State Forest ist ein State Forest in den Gebieten von East Hampton, Portland und Marlborough mit kleineren Gebieten in Glastonbury und Hebron. Er ist ein beliebtes Naherholungsziel. Die Rangers Headquarters befinden sich an der Gadpouch Road (⊙) in East Hampton.

## Geschichte
Meshomasic State Forest wurde 1903 mit 0,28 km² eingerichtet, damals erworben für $105.000. Es war der erste State Forest in Connecticut und der zweite überhaupt in Amerika, nach Pennsylvania. Der Forst diente ursprünglich Schulungszwecken, um privaten Landeigentümern gute Management-Beispiele bieten zu können. Während der Weltwirtschaftskrise wurden zwei Civilian Conservation Corps (CCC)-camps im Forst eingerichtet. Connecticut Route 2, die Hartford und Norwich verbindet, wurde in den 1950er und 1960er Jahren erbaut und verläuft zwischen den Ausfahrten Exit 10 und Exit 12 durch den Forst.

## Ökologie und Geologie
Der vorherrschende Sekundärwald ist typisch für die Küstenwälder der Ökoregion des Nordamerikanischen Nordostens. Dieser Waldtyp besteht aus einer Mischung von laubwerfenden Bäumen (Eichen, Ahorn etc.) und der White Pine. An einer Stelle gibt es einen Hain mit Kiefern, die über hundert Jahre alt sind, die so genannten „big pines“.
Der Waldboden ist durchsetzt von Findlingen und Blöcken, welche die letzte Eiszeit herangeschleift hat und auch die Topographie ist größtenteils durch die Wirkung der Gletscher geformt. Cobalt, Quarzite, und Feldspat sind überall zu finden und auch Gold wurde von Geologen der University of Connecticut in the 1980ern entdeckt, die Vorkommen erwiesen sich jedoch als nicht rentabel. Der höchste Punkt im Meshomasic State Forest ist der Meshomasic Mountain mit einer Höhe von 279 m (916 ft) über dem Meer. Es gibt einige weitere Hügel, welche um die 270 m Höhe erreichen. Great Hill, am Great Hill Pond mit Blick auf den Connecticut River, ist Teil der Bald Hill Range, die sich durch den Forst zieht.
Kongscut Mountain (auch: Rattlesnake Mtn., 234 m, ⊙) liegt zwischen der Goodale Hill Road und der Ash Swamp Road in einer kleinen Parzelle des Meshomasic State Forest auf dem Gebiet von East Glastonbury.
Das felsige Waldterrain beherbergt die größte Population von Wald-Klapperschlangen in Connecticut. Die Wald-Klapperschlange ist eine bedrohte Art in Connecticut und steht unter Naturschutz. Bisse sind sehr selten und jeder Unfall konnte im Meshomasic State Forest rechtzeitig behandelt werden.

## Bewirtschaftung
Der Meshomasic State Forest wurde ursprünglich erworben, um privaten Landeigentümern Beispiele geben zu können zur guten Waldwirtschaft. Heute umfassen die Verwaltungsziele darüber hinaus die Bereitstellung von Wasser bester Güte für das Portland town reservoir, welches im Gebiet des Forsts liegt, sowie den Schutz der Wald-Klapperschlangenpopulation.
Momentan werden ungefähr 300.000 m² (75 acre) pro Jahr durchforstet. Dies gilt als nachhaltige Ernterate und unterstützt sogar die Biodiversität des Waldes. Und es macht den Forst widerstandsfähig gegen schädliche Einflüsse von Waldbränden, Stürmen und Insektenplagen. Die “big pines” werden ausgespart und erhalten um eine Vorstellung zu geben vom Aussehen eines Primärwaldes.
Im 19. Jahrhundert und danach noch einmal in den 1940ern wurden an zwei Stellen Feldspat und Glimmer abgebaut. Die Steinbrüche sind noch immer offen zugänglich für Besucher und Mineraliensammler.
Seit den frühen 1950er Jahren bis in die 1970er Jahre war die Parzelle HA-36 für Nike-Raketen des Flugabwehrraketenprogramm an der North Mulford Road im Meshomasic State Forest eingerichtet. Diese Parzelle gehörte zu einer von 300 Flugabwehrraketen-Stellungen in der Nähe von großen Städten während des Kalten Krieges. Nike Ajax anti-aircraft missiles waren dort aufgebaut um Hartfords Flugzeugindustrie vor Sowjetischen Bombern zu schützen.

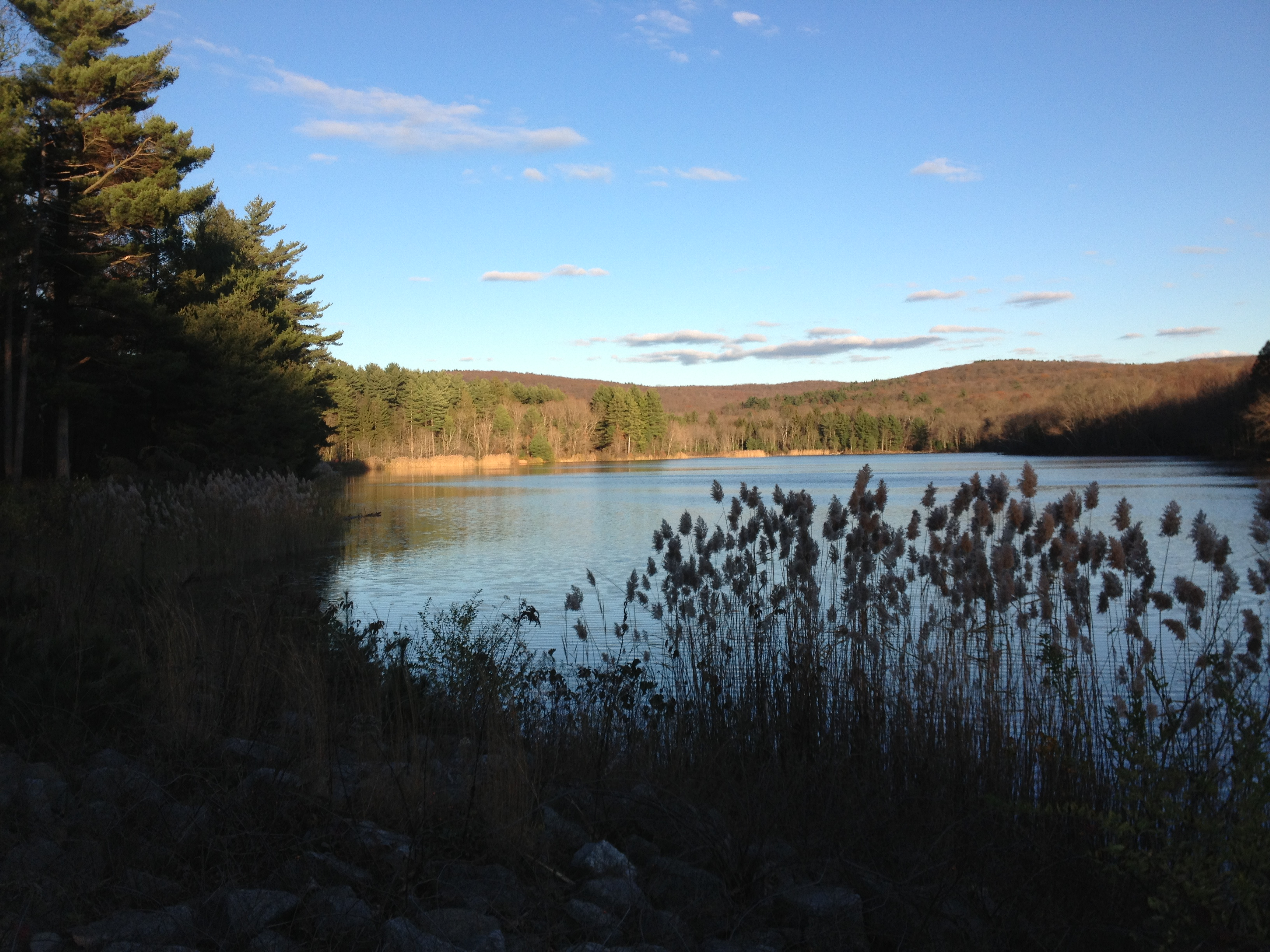
Portland Reservoir, Reeves Lookout State Wildlife Area, Meshomasic State Forest, Portland, CT.

### Erholungsmöglichkeiten
Im Forst gibt es Forststraßen mit 13 km Länge, die ursprünglich von den Civilian Conservation Corps angelegt wurden. Diese Wege sind saisonal befahrbar. Jagen und Mountainbiken sind ebenfalls erlaubt. Ein öffentlicher Schießplatz der vom Department of Environmental Protection betreut wird, liegt in der Nähe der Toll Gate Road in Glastonbury. Camping ist nicht erlaubt.
Der Shenipsit Trail, der sich von Norden nach Süden durch Connecticut erstreckt hat sein südliches Ende im Meshomasic State Forest an der Gadpouch Road. Der Weg verläuft entlang einer Hügelkette durch den südlichen Teil des Forsts, wo es einige Aussichtspunkte über den Connecticut River und das nahegelegene Middletown gibt. 12 von den 40 mi des Weges verlaufen im Gebiet des Meshomasic State Forest.